# Kuopion Palloseura (féminines)
Maillots
Le Kuopion Palloseura naiset, souvent appelé KuPS Kuopio ou simplement KuPS, est un club féminin de football finlandais basé à Kuopio qui évolue en Kansallinen liiga. C'est la section féminine du KuPS.

## Histoire
L'équipe féminine de KuPS est créée en 2018, sur les bases de Pallokissat, le club de première division de Kuopio qui disparait alors. Le club remporte le premier championnat de son histoire en 2021, avec trois points d'avance sur le TiPS Vantaa, et se qualifient pour la Ligue des champions.
Le club évolue à la Savon Sanomat Areena, un stade de plus de 4000 places construit en 2005.

## Palmarès
- Championnat de Finlande (3) : 
  - Champion en 2021, 2022 et 2023.
  - 3e en 2020.
- Coupe de Finlande (1) : 
  - Vainqueur en 2023
- Coupe de la Ligue finlandaise  : 
  - Finaliste en 2023